# Puente Genil
Puente Genil è un comune spagnolo di 28 004 abitanti situato nella comunità autonoma dell'Andalusia. È una cittadina industriale a 68 km da Cordova. È situata sul fiume Genil, che le dà il nome, presso la confluenza del río de las Yeguas.

## Economia
La sua economia è basata sull'agricoltura, l'industria e l'artigianato. I principali colture sono quelle dell'olivo, della vite, dei cereali ed anche di altri prodotti ortofrutticoli grazie alla larga estensione di terreni irrigati.
Esistono, nella sua zona industriale, aziende per la produzione di olio d'oliva, pasticceria industriale, conserve di frutta e vegetali, mobili e traverse per le linee ferroviarie, ceramica, pentolame, elettromeccanica, illuminazione elettrica, fonderie di bronzo, imprese per la movimentazione e la logistica e cantine con produzione di vini pregiati.

## Storia
I numerosi ritrovamenti archeologici della zona testimoniano la presenza umana fin dall'Età del Bronzo. Resti di architettura romana della Villa della località di Fuente Alamo risalenti al IV secolo evidenziano la presenza nel territorio di Romani nel periodo imperiale e la necropoli
di Castelaresla presenza successiva dei Visigoti. Del periodo arabo resta il Castillo Ansur, risalente al X secolo, vedetta araba che domina la città e i dintorni.
Il ponte in legno sul rio Genil risale al secolo XIII quando Cordova fu presa dalle truppe di Ferdinando III di Castiglia e il borgo che si formò vicino al ponte sulla riva sinistra del Genil si chiamò Ponton de don Gonzalo in omaggio al signore del luogo Gonzalo Yaňez Dovinal. Questo nome resterà alla località fino al 1834. Nel 1561 il ponte in legno fu sostituito dall'attuale ponte di pietra.
La località fino alla fine del XIV secolo fu praticamente disabitata e il signore di Aguilar che era proprietario di queste terre ne favorì il popolamento. Nel XVII secolo per alcuni anni la località fu colpita dalle epidemie di peste che interessarono l'Andalusia; particolarmente grave fu quella del 1650 quando fu necessario adibire a lazzaretto per gli ammalati un intero quartiere isolato per evitare il contagio. Sulla riva destra del fiume vicino all'altra estremità del ponte era sorto nel frattempo un altro borgo detto Miragenil che faceva parte del marchesato di Estepa mentre il territorio di Ponton era passato alla Casata dei Priego. Nei 1821 i due paesi separati solo dal fiume si unirono per separarsi di nuovo nel 1823 e riunirsi definitivamente nel 1834 formando un'unica municipalità col toponimo attuale con l'autorizzazione della reggente Maria Cristina di Borbone-Due Sicilie. 
Nel 1835 a causa delle pessime condizioni igieniche si ebbe un'epidemia di colera che provocò molti morti.
A partire dalla metà del secolo XIX iniziò l'industrializzazione della città che nel XX secolo diventò poi uno dei centri maggiormente industrializzati dell'Andalusia, di cui fu tra i primi paesi a fruire dell'energia elettrica il che favorì il nascere delle imprese industriali. Oggi è una moderna cittadina con buon tasso di occupazione e di buon livello economico che, accanto alle molte costruzioni moderne, ha monumenti d'arte del passato formando un ambiente ben armonizzato.

## Monumenti
Il Ponte sul Genil che ha dato il nome alla città nella sua forma attuale risale al 1561 modificato e ampliato nel 1703 e nel 1874.
Palacio de los duques de medinaceli del XVI secolo.
Case signorili dei secoli XVII-XVIII della famiglia Ximenes-Montilla, della famiglia Reina e di Leopoldo Senornes.
Le Casas de la Aurora y de Alianza sono due begli esempi di architettura industriale del XX secolo.

### Architetture religiose
Sono molte le chiese della città: 
- le chiese parrocchiali di N.tra S.ra de la Purificacion del XIV secolo (modificata nel 1873); la Chiesa di Santiago del 1705;
- la Chiesa del Carmen del 1630;
- la Chiesa di San José del 1957;
- la Chiesa di Nuestro Padre Jesus Nazareno del XVI secolo nella quale si venera El Terrible, statua di Gesù del 1622;
- la Chiesa del Dulce Nombre de Jesus del XVIII secolo;
- la Chiesa di San Francisco del 1630;
- la Chiesa della Asuncion del 1758;
- la Chiesa di Nuestra Seňora de la Concepciòn del 1659;
- la Ermita de Jesus Nazareno del XVI secolo (modificata nel XIX);
- il Convento de San Francisco de la Victoria del XVII secolo che ospita il Museo Arqueologico Municipal.

## Feste
- La Settimana Santa le cui celebrazioni sono conformi alla tradizione andalusa, di originale è la Diana del Grupo de musica del Imperio romano che parte il venerdì Santo dalla chiesa di Nuestro Padre Jusus Nazareno e percorre poi le vie della città. Il culmine delle celebrazioni si ha la domenica di Pasqua quando si svolgono per le strade le processioni delle Confraternite e le rappresentazioni bibliche dei figuranti.
- La Semana Santa Chiquita si svolge ai primi di maggio ripetendo dai bambini i riti e le processioni della Settimana Santa.

La Romeria de san marcos il 25 aprile, la Feria Real dal 14 al 19 agosto